# Enora Latuillière
Enora Latuillière, née le 31 juillet 1992 à Chamonix, est une biathlète française, qui s'est reconvertie en tant que fondeuse en 2019.

## Biographie

### Carrière
Enora Latuillère participe aux Championnats du monde junior en 2011 à Nové Město na Moravě. Elle se classe 46e de l'individuel, 10e du sprint, 23e de la poursuite et 13e du relais. Quelques semaines plus tard, elle remporte deux médailles d'argent aux Championnats d'Europe, l'une sur l'individuel junior et l'autre sur le relais mixte. Deux ans plus tard aux Mondiaux junior d'Obertilliach, elle se classe 20e de l'individuel, 7e du sprint, 5e de la poursuite et 7e du relais.
Enora Latuillère fait ses débuts en Coupe du monde lors de la première étape de la saison 2014-2015 à Östersund. Elle obtient la treizième place de l'individuel et la dixième place en sprint malgré deux fautes au tir. Elle monte sur son premier podium en relais au mois de février à Oslo.
Aux Championnats du monde 2015, pour sa première sélection, elle obtient la médaille d'argent sur le relais avec Anaïs Bescond, Justine Braisaz et Marie Dorin Habert. En fin de saison, elle est désignée débutante de l'année par l'Union internationale de biathlon.
Après une saison presque blanche où elle dispute seulement trois épreuves internationales (toutes en Coupe du monde), elle signe son retour lors de la saison 2016-2017 en marquant de nouveau des points en Coupe du monde et en remportant sa première victoire en IBU Cup, un sprint à Otepää, devant Julia Simon.
Elle passe l'intégralité de la saison 2017-2018 sur le circuit de l'IBU Cup, où elle gagne notamment un relais mixte à Lenzerheide et monte sur le podium à Martello en sprint.
Lors de l'hiver 2018-2019, elle fait son retour au plus haut niveau à Pokljuka et participe à trois étapes de Coupe du monde, sans toutefois parvenir à entrer dans les points. Ce manque de résultats la contraint de terminer la saison en IBU Cup.
En 2019, Enora Latuillière décide de tourner la page du biathlon et de passer dans un autre sport, le ski de fond. Elle fait ainsi ses débuts dans la Coupe OPA, où elle monte sur son premier podium au mois de décembre à St Ullrich (3e du sprint).
Deux jours plus tard, elle est au départ de sa première manche dans la Coupe du monde de ski de fond à l'occasion du sprint libre de Planica. Elle passe la barre des qualifications, pour finalement se classer 28e et glaner ses premiers points.

### Vie privée
Elle est la compagne du biathlète de l'équipe de France, Antonin Guigonnat.

## Palmarès en biathlon

### Championnats du monde
| Épreuve / Édition         | Individuel | Sprint | Poursuite | Départ en masse | Relais                   | Relais mixte |
| Mondiaux 2015 Kontiolahti | 43e        | —      | —         | —               | Médaille d'argent, monde | —            |

Légende :
- — : épreuve non disputée par la biathlète.

### Coupe du monde
- Meilleur classement général : 27e en 2015.
- Meilleur résultat individuel : 10e.
- 2 podiums en relais : 1 deuxième place et 1 troisième place.

#### Classements annuels
| Saison    | Classement général final | Individuel | Sprint | Poursuite | Mass start |
| 2014-2015 | 27e                      | 35e        | 18e    | 28e       | 42e        |
| 2015-2016 | nc                       | nc         | nc     |           |            |
| 2016-2017 | 89e                      |            | 84e    | 68e       |            |
|           |                          |            |        |           |            |
| 2018-2019 | nc                       | nc         | nc     |           |            |

#### Résultats détaillés en Coupe du monde
| Résultats détaillés en Coupe du monde | Résultats détaillés en Coupe du monde | Résultats détaillés en Coupe du monde | Résultats détaillés en Coupe du monde | Résultats détaillés en Coupe du monde | Résultats détaillés en Coupe du monde | Résultats détaillés en Coupe du monde | Résultats détaillés en Coupe du monde | Résultats détaillés en Coupe du monde | Résultats détaillés en Coupe du monde | Résultats détaillés en Coupe du monde | Résultats détaillés en Coupe du monde | Résultats détaillés en Coupe du monde | Résultats détaillés en Coupe du monde | Résultats détaillés en Coupe du monde | Résultats détaillés en Coupe du monde | Résultats détaillés en Coupe du monde | Résultats détaillés en Coupe du monde | Résultats détaillés en Coupe du monde | Résultats détaillés en Coupe du monde | Résultats détaillés en Coupe du monde | Résultats détaillés en Coupe du monde | Résultats détaillés en Coupe du monde | Résultats détaillés en Coupe du monde | Résultats détaillés en Coupe du monde | Résultats détaillés en Coupe du monde | Résultats détaillés en Coupe du monde | Résultats détaillés en Coupe du monde | Résultats détaillés en Coupe du monde | Résultats détaillés en Coupe du monde |
| Saison                                | 1                                     | 2                                     | 3                                     | 4                                     | 5                                     | 6                                     | 7                                     | 8                                     | 9                                     | 10                                    | 11                                    | 12                                    | 13                                    | 14                                    | 15                                    | 16                                    | 17                                    | 18                                    | 19                                    | 20                                    | 21                                    | 22                                    | 23                                    | 24                                    | 25                                    | 26                                    | Courses                               | Points                                | Classement                            |
| ------------------------------------- | ------------------------------------- | ------------------------------------- | ------------------------------------- | ------------------------------------- | ------------------------------------- | ------------------------------------- | ------------------------------------- | ------------------------------------- | ------------------------------------- | ------------------------------------- | ------------------------------------- | ------------------------------------- | ------------------------------------- | ------------------------------------- | ------------------------------------- | ------------------------------------- | ------------------------------------- | ------------------------------------- | ------------------------------------- | ------------------------------------- | ------------------------------------- | ------------------------------------- | ------------------------------------- | ------------------------------------- | ------------------------------------- | ------------------------------------- | ------------------------------------- | ------------------------------------- | ------------------------------------- |
| 2014-2015                             |                                       |                                       |                                       |                                       |                                       |                                       |                                       |                                       |                                       |                                       |                                       |                                       |                                       |                                       |                                       |                                       |                                       |                                       | .                                     | .                                     | .                                     | .                                     |                                       |                                       |                                       |                                       | 22 / 25                               | 291                                   | 27e                                   |
| 2014-2015                             | IN 12e                                | SP 10e                                | PU 34e                                | SP 19e=                               | PU 25e                                | SP 20e                                | PU 18e                                | MS 27e                                | SP 14e                                | MS 29e                                | SP 22e                                | MS 29e                                | SP 16e                                | PU 12e                                | SP 35e                                | PU Ab.                                | IN 77e                                | SP 23e                                | SP                                    | PU                                    | IN 43e                                | MS                                    | SP 52e                                | PU 39e                                | MS Ab.                                |                                       | 22 / 25                               | 291                                   | 27e                                   |
| 2015-2016                             |                                       |                                       |                                       |                                       |                                       |                                       |                                       |                                       |                                       |                                       |                                       |                                       |                                       |                                       |                                       |                                       |                                       |                                       |                                       | .                                     | .                                     | .                                     | .                                     |                                       |                                       |                                       | 3 / 25                                | -                                     | n.c.                                  |
| 2015-2016                             | IN 63e                                | SP 75e                                | PU                                    | SP                                    | PU                                    | SP                                    | PU                                    | MS                                    | SP 71e                                | PU                                    | MS                                    | IN                                    | MS                                    | SP                                    | PU                                    | SP                                    | MS                                    | SP                                    | PU                                    | SP                                    | PU                                    | IN                                    | MS                                    | SP                                    | PU                                    | MS Ann.                               | 3 / 25                                | -                                     | n.c.                                  |
| 2016-2017                             |                                       |                                       |                                       |                                       |                                       |                                       |                                       |                                       |                                       |                                       |                                       |                                       |                                       |                                       |                                       | .                                     | .                                     | .                                     | .                                     |                                       |                                       |                                       |                                       |                                       |                                       |                                       | 2 / 26                                | 19                                    | 89e                                   |
| 2016-2017                             | IN                                    | SP                                    | PU                                    | SP                                    | PU                                    | SP                                    | PU                                    | MS                                    | SP                                    | PU                                    | MS                                    | SP                                    | PU                                    | IN                                    | MS                                    | SP                                    | PU                                    | IN                                    | MS                                    | SP                                    | PU                                    | SP                                    | PU                                    | SP 37e                                | PU 26e                                | MS                                    | 2 / 26                                | 19                                    | 89e                                   |
|                                       |                                       |                                       |                                       |                                       |                                       |                                       |                                       |                                       |                                       |                                       |                                       |                                       |                                       |                                       |                                       |                                       |                                       |                                       |                                       |                                       |                                       |                                       |                                       |                                       |                                       |                                       |                                       |                                       |                                       |
| 2018-2019                             |                                       |                                       |                                       |                                       |                                       |                                       |                                       |                                       |                                       |                                       |                                       |                                       |                                       |                                       |                                       |                                       |                                       |                                       |                                       | .                                     | .                                     | .                                     | .                                     |                                       |                                       |                                       | 4 / 25                                | -                                     | n.c.                                  |
| 2018-2019                             | IN 47e                                | SP 68e                                | PU                                    | SP 90e                                | PU                                    | SP 82e                                | PU                                    | MS                                    | SP                                    | PU                                    | SP                                    | MS                                    | SP                                    | PU                                    | MS                                    | SI                                    | SP Ann.                               | SP                                    | PU                                    | SP                                    | PU                                    | IN                                    | MS                                    | SP                                    | PU                                    | MS                                    | 4 / 25                                | -                                     | n.c.                                  |

#### Podiums en Relais en Coupe du monde
| Podiums en Relais en Coupe du monde | Podiums en Relais en Coupe du monde | Podiums en Relais en Coupe du monde | Podiums en Relais en Coupe du monde | Podiums en Relais en Coupe du monde | Podiums en Relais en Coupe du monde | Podiums en Relais en Coupe du monde | Podiums en Relais en Coupe du monde | Podiums en Relais en Coupe du monde | Podiums en Relais en Coupe du monde | Podiums en Relais en Coupe du monde |
| n°                                  | Saison                              | Date                                | Lieu                                | Épreuve                             | Résultat                            | Composition                         | Composition                         | Composition                         | Composition                         | Compétition                         |
| ----------------------------------- | ----------------------------------- | ----------------------------------- | ----------------------------------- | ----------------------------------- | ----------------------------------- | ----------------------------------- | ----------------------------------- | ----------------------------------- | ----------------------------------- | ----------------------------------- |
| 1                                   | 2014-2015                           | 15-02-2015                          | Oslo                                | Relais 4 x 6km                      | Médaille de bronze                  | A. Bescond                          | E. Latuillière                      | C. Varcin                           | M. Dorin-Habert                     | Coupe du monde                      |
| 2                                   | 2014-2015                           | 13-03-2015                          | Kontiolahti                         | Relais 4 x 6km                      | Médaille d'argent, monde            | A. Bescond                          | E. Latuillière                      | J. Braisaz                          | M. Dorin-Habert                     | Championnats du monde               |

### IBU Cup
- 6e du classement général en 2017.
- 3 podiums individuels, dont 1 victoire : sprint de Otepää en 2017.
- 4 podiums en relais mixte, dont 1 victoire.

### Championnats du monde junior
| Épreuve / Édition | Nove Mesto 2011 | Obertilliach 2013 |
| Individuel        | 46e             | 20e               |
| Sprint            | 10e             | 7e                |
| Poursuite         | 23e             | 5e                |
| Relais            | 13e             | 7e                |

### Championnats d'Europe
- Ridnaun-Val Ridanna 2011
  -  Médaille d'argent de l'individuel junior.
  -  Médaille d'argent du relais mixte.

## Palmarès en ski de fond

### Coupe du monde
- Meilleur classement général : 115e en 2020.
- Meilleur résultat individuel : 28e.

#### Classements en Coupe du monde
| Saison / Épreuve | Saison / Épreuve | Général | Général | Distance | Distance | Sprint | Sprint |
| Saison / Épreuve | Saison / Épreuve | Class.  | Points  | Class.   | Points   | Class. | Points |
| ---------------- | ---------------- | ------- | ------- | -------- | -------- | ------ | ------ |
| 2020             | 2020             | 115e    | 3       | -        | -        | 83e    | 3      |

### Coupe OPA
- 2 podiums.

### Championnats de France
- Championne de la mass-start en style libre en 2021[6].